# Diaphone
Ne doit pas être confondu avec diaphonie.
Le Diaphone est un jeu d'orgue inventé par Robert Hope-Jones,,. Il l'utilise pour la première fois en 1896 dans l'orgue de la cathédrale de Worcester (aujourd'hui remplacé),.
Peu courant dans les orgues d'église et de concert, il est très répandu dans les orgues de théâtre. Il présente à la fois des caractéristiques des tuyaux de fumée et des tuyaux d'anche. Le tuyau parle par l'intermédiaire d'un résonateur, comme un tuyau d'anche, mais c'est une palette à ressort qui déclenche la vibration au lieu d'une anche. Doté d'une puissante tonalité grave, le tuyau est généralement fabriqué en bois et peut s'exprimer à différentes pressions de vent. Le diaphone est généralement utilisé dans les hauteurs de 16 et 32 pieds, mais il existe quelques exemples de diaphones de 8 pieds. L'orgue Wanamaker de Philadelphie comporte deux diaphones de 32 pieds, et un diaphone-dulzien de 64 pieds est installé dans l'orgue de l'auditorium du Boardwalk Hall à Atlantic City.
Les tuyaux diaphone sont utilisés pour les 12 ou 18 notes inférieures du rang de diapason de 16 pieds, ainsi que pour l'octave inférieure de 32 pieds, sur les quelques orgues de théâtre qui descendent aussi bas.
Hope-Jones a également développé une version imitative du diaphone appelée cor diaphonique, qui avait une qualité plus proche de l'anche que le diaphone et qui s'accordait avec des pressions de vent plus faibles. Wurlitzer a construit une version du cor diaphonique pour ses orgues de théâtre aux hauteurs de 32' et 16' avec d'énormes résonateurs en bois comme extension de son diapason diaphonique, et à 16' avec des résonateurs en métal comme extension de son diapason ouvert à plus petite échelle. L'Austin Organ Company a également développé un diaphone en métal au diapason 16', appelé Magnaton. En raison de sa sonorité pénétrante, le diaphone a également été utilisé dans les cornes de brume et les signaux d'incendie,.